# Paperino e le 20mila beghe sotto i mari
Paperino e le 20mila beghe sotto i mari è una parodia a fumetti del romanzo 20.000 leghe sotto i mari di Jules Verne.

## Trama
Paperopoli, 1975. Paperino si gode il fresco in giardino sull'amaca, ma viene svegliato da un frastuono molesto: sono i tre nipoti che, basandosi sul romanzo verniano, hanno costruito un enorme modello del Nautilus, usando una vecchia botte, e una piovra in gomma piena di inchiostro, che esplode macchiando l'adirato papero. Mentre costui fa il bagno, scopre nella vasca un modello in miniatura del Nautilus, che gli spara un siluro in un occhio. Esce in giardino per picchiare i nipoti, ma trova lo zio Paperone che gli annuncia il reclutamento per una avventura marittima: il recupero del mercantile Tallero, pieno di 20.000 preziosi congegni in leghe metalliche. Avendo rifiutato, Paperino è reclutato a forza e caricato su un sommergibile. Qui, nel tentativo di fuggire, aziona l'emersione rapida e danneggia il mezzo, che poi è costretto a riparare. Ma Paperino fugge su una scialuppa, e approda su un isolotto vulcanico, dove ritrova il Tallero, intatto. E commette due errori: primo, acquista l'isola, non sapendo che la nave era comunque sua, per la legge sul recupero relitti. Secondo, trasporta i congegni in una grotta che è però un cratere del vulcano. Intanto giungono Paperone, i Bassotti e Rockerduck, che gode nel sapere che non solo Paperone dovrà spendere una cifra di tutto rispetto per l'acquisto dell'isolotto, ma che i 20.000 congegni sono stati fusi dalla lava. Paperone gli ficca in gola il cappello, di viva forza, e poi si lancia alla caccia di Paperino, a sua volta scagliatosi all'assalto dei nipoti.